# زبان شنگانی

Speakers of Xitsonga as a home language as a proportion of total population in South Africa.

زبان شنگانی یا زبان تسونگا از زبان‌های بانتو و از خانواده زبان‌های نیجر-کنگو رایج در  جنوب شرق آفریقاست که قریب به چهار میلیون گویشور دارد. این زبان زبان بومی قبایل تسونگا است که تنها در آفریقایی جنوبی از مقام زبان رسمی برخوردار است. زبان شنگانی به خطی برگرفته از الفبای لاتین نوشته می‌شود. این زبان گویش های متفاوتی را در زیمبابوه و در ماپوتو و اینهامبانه دارد. همچنین رابطه این زبان و زبان زولو در حد روابط دو گویش است.